# Dactylethrella albidella
Dactylethrella albidella är en fjärilsart som beskrevs av Pieter Cornelius Tobias Snellen 1884. Dactylethrella albidella ingår i släktet Dactylethrella och familjen stävmalar. Inga underarter finns listade i Catalogue of Life.